# 팔렉스포
팔렉스포(Palexpo)는 스위스 제네바에 있는 컨벤션 센터이다. 건물은 제네바주에서 소유하고 있으며, 회사는 반민간 재단이다. 센터는 제네바 국제 공항에서 가깝다. 7개의 홀과 102,000㎡의 전시 공간이 있다. 제네바 모터쇼가 팔렉스포에서 개최된다.

## 역사
팔렉스포의 건설은 1978년에 시작되어 1981년 12월 18일에 58,000m²의 4개의 첫 번째 홀이 개장되었다. 팔렉스포는 1987년에 5관으로, 1995년에 7관으로, 2003년에 6관으로 세 번 확장되었다. A1 고속도로 위에 지어졌다.
2009년 초에 팔렉스포는 컨벤션 센터의 건축, 가구와 기술을 향상시키고, 개선하기 위한 리노베이션 프로젝트를 진행했다. 이 리노베이션 기간 동안 팔렉스포 와이파이 네트워크는 Xirrus 와이파이 어레이를 사용하여 업그레이드되어 모든 직원과 손님에게 무선 인터넷을 제공했다.

## 이벤트
팔렉스포는 스위스와 이탈리아의 2014 데이비스 컵 준결승을 포함하여 다양한 컨벤션과 스포츠 이벤트를 개최한다.
2001년에 유럽 자동차 명예의 전당이 문을 열었고 13명의 회원으로 구성된 첫 번째 클래스를 입성했다. 팔렉스포에는 영구명예패가 설치된다. 이것은 현재 미시간주 디어본에 있으며 1936년부터 운영되고 있는 자동차 명예의 전당과 유사한 유럽식이다.
2019년에는 테니스 대회인 제3회 레이버컵(Laver Cup)이 개최되었다.
디페쉬 모드는 2009년 11월 10일 투어 오브 더 유니버스(Tour of the Universe) 동안 컨벤션 센터에서 공연을 했다.